# Yahoo! Search
Yahoo! Search é um serviço de busca do Yahoo!, assim como o Google Search do Google e o Bing da Microsoft, entre outros. Apesar de possuir idioma em português do Brasil, o Yahoo! Search nunca foi fundido com o Cadê?, mas os dois utilizavam o mesmo motor de busca.